# Стивен Сигал
Стивен Фредерик Сигал (енгл. Steven Frederic Seagal; Лансинг, 10. април 1952) амерички је глумац, продуцент, сценариста, спортиста и музичар. Каријеру је започео у филму Изнад закона (1988). Данас се сматра једним од најпознатијих глумаца у акционим филмовима.
Иако познаје карате и џудо, познат је као мајстор аикидоа који приказује у својим филмовима. Писац, продуцент, гитариста, и заменик шерифа, такође је познат као заштитник животне средине и активиста за права животиња. Има црни појас седми дан у аикидоу, инструктор је аикида у Јапану.
Поред држављанства САД, поседује држављанство Србије (од јануара 2016. године) и Русије (од новембра 2016. године).

## Биографија
Рођен је у Лансингу у Мичигену САД. Са борилачким вештинама се први пут сусрео када га је његов отац одвео на фудбалску утакмицу и у паузи је имао наступ мајстор борилачких вештина који је имао борбу са бројнијим непријатељем. Стари мајстор је фасцинирао Сигала. У шестој години се преселио у Калифорнију и ту је уписао школу каратеа а после неколико године је почео да посећује школу аикидоа.
Борилачке вештине су му се толико допале да је са својих седамнаест година путовао у Јапан да би се ту усавршио и 1974. године је добио црни појас (поред аикида црни појас је добио и у каратеу, џуду и кендоу). После годину дана отворио је своју школу као први американац и жени се са својом првом женом Мијако кћерком јапанског учитеља борилачких вештина. Иако није био Јапанац његова школа је добила признања.
Радио је као телесна стража за многе познате људе а према најновијим сазнањима и за ЦИА. После петнаест година у Јапану вратио се у САД и у Лос Анђелесу је отворио своју школу борбених вештина. У његовој школи били су многе филмске звезде између њих и Мајкл Овиц који му је помогао да се пробије на филм.
Добио је улогу тврдог чикашког полицајца Ника агента ЦИА у филму „Нико више од закона“. Његова филмска жена је постала тада још непозната Шероун Стоун. Поред играња у филму учествовао је и у финансирању већине својих филмова а затим и у режији са променљивим успехом.
Поред своје каријере као глумца Стивен Сигал покушава такође да стекну упориште у свету музичког бизниса. Након што је изводио неке појединачне песме, углавном кантри музике које је и објављивао, он је објавио у 2004. први албум „Songs from the Cristal Cave“ који је имао успеха у Француској. Преовлађујући стил музике на овом албуму је мешавине кантри и регеа. Дана 26. октобра 2005. је представио свој нови албум, који се састојао углавном од блуза. Заједно са групом „Thunderbok“ појавио се у Француској други албум „Mojo Priest“. Лиценцу за продају и производњу, имало је предузеćе EMI Music France, које је издало албум у 2006. години. У међувремену излази (јануар 2007) CD „Mojo Priest“ у Немачкој. Поред три блуз класика (Hoochie Coochie Man, Dust my Broom, Red Rooster) садржане су ту искључиво оригиналне композиције аутора Стевена Сеагала (гитара и вокал). Подршка бенд се састоји углавном од музичара из бившег „Muddi Vaters“ бенда.

## Лични живот
Стивен Сигал има укупно седморо деце. Са својом првом женом Мијако Фујитани има сина (Кентара Сигала) и кћерку (Аијако Фујитани) после повратка у САД он се оженио са Адријен Ла Русом са којом није имао децу и њихов је брак био поништен. Његова следеће жена је била глумица Кели Ле Брок са којом је имао две кћерке Анализу и Арису као и сина Доминика. Током овог брака он је одржавао везу са дадиљом своје деце Арисом Волф и са њом је имао кћерку Саванах. Тренутно живи са монголском играчицом Ерденетује (Еле) Батсукх са којом има сина Кузанга.
Стивен Сигал је током боравка у Јапану ступио у везу са будистима и Далај Ламом и он практикује будизам. Поред тога је у Јапану рукоположени свештеник и течно говори јапански језик. Стивен Сигал има три сестре од којих је једна старија од њега и деда је два унука свог сина Кентара који су рођени 2006. и 2007. године. Стивен Сигал је држитељ седмог дана у аикиду и спада у најзначајније мајсторе аикида у целом свету.

## Критика
Сигал је критикован у неким круговима америчког и европског аикидока због његових филмова, јер је, за разлику од пацифиста борилачке вештине аикидо делимично починио себи да би продао аикидо етику. На критику је узвратио истичући да је то типична забава филмом, обична Холивудска драматургија те је то предмет сходно томе знан, као из многих других карате и кунг-фу- акционих филмова. Наводне извештаје као и трикове који је требало да доведу у сумњу његове способности као познаваоца борилачких вештина, Сигал је увек демантовао након снимања и у међувремену, је организовао обуку аикидоа у Француској, где је показао своје способности техничара у аикидоу што је био његов дипломски одговор на ово. Чак и критичари његових филмова потврђују да он не само да је савладао технике хард аикидоа акционог филма, већ и меке аикидо вештине у техници снимања и поступке са нападачем.

## Занимљивости
Стивен Сигал је почетком 2016. године добио држављанство Србије, што је објављено у Службеном гласнику РС.

## Награде
- 2015: Награда Браћа Карић

## Филмографија
| Улоге Стивена Сигала |                                  |               |                                                         |                                   |
| Година               | Српски назив                     | Изворни назив | Улога                                                   | Напомена                          |
| 1988.                | Изнад закона                     |               | наредник Николо „Нико” Тоскани                          | први пут на филму                 |
| 1990.                | Отпоран на метке                 |               | детектив Мејсон Сторм                                   |                                   |
| 1990.                | Обележен за смрт                 |               | агент ДЕА Џон Хачер                                     |                                   |
| 1991.                | У потрази за правдом             |               | детектив Ђино Фелино                                    |                                   |
| 1992.                | Под опсадом                      |               | Кејси Рајбек                                            |                                   |
| 1994.                | На опасној територији            |               | Форест Тефт                                             | редитељски првенац Стивена Сигала |
| 1995.                | Под опсадом 2: Мрачна територија |               | Кејси Рајбек                                            |                                   |
| 1996.                | Коначна одлука                   |               | потпуковник Остин Тревис                                |                                   |
| 1996.                | Бљесак смрти                     |               | агент ЦИА-е Џек Џонс / поручник Џек „човек бљесак” Коул |                                   |
| 1997.                | Пожар у Кентакију                |               | агент ЕПА Џек Тагерт                                    |                                   |
| 1998.                | Мој џин                          |               |                                                         |                                   |
| 1998.                | Патриота                         |               |                                                         |                                   |
| 1999.                |                                  | Get Bruce     |                                                         |                                   |
| 2001.                | Излазне ране                     |               | детектив Орин Бојд                                      |                                   |
| 2001.                | Откуцај смрти                    |               |                                                         |                                   |
| 2002.                | Опсада Алкатраза                 |               | тајни агент ФБИ-ја Саша Петрошевић                      |                                   |
| 2003.                | Странац                          |               |                                                         |                                   |
| 2003.                |                                  |               |                                                         |                                   |
| 2003.                | У раљама звери                   |               |                                                         |                                   |
| 2004.                | Клементина                       |               |                                                         |                                   |
| 2004.                | Ван домета                       |               |                                                         |                                   |
| 2005.                | Правила древне игре              |               |                                                         |                                   |
| 2005.                | Потопљен                         |               |                                                         |                                   |
| 2005.                | Данас ћеш умрети                 |               | Харлан Бенкс                                            |                                   |
| 2005.                | Црна зона                        |               |                                                         |                                   |
| 2006.                | Најамник за правду               |               |                                                         |                                   |
| 2006.                | Човек сенка                      |               |                                                         |                                   |
| 2006.                | Сила напада                      |               |                                                         |                                   |
| 2007.                | Лет од Фури                      |               |                                                         |                                   |
| 2007.                | Лукаве вести                     |               |                                                         |                                   |
| 2007.                | Улична правда                    |               |                                                         |                                   |
| 2008.                | Онесвешћен                       |               |                                                         |                                   |
| 2008.                | Прекидач.                        |               |                                                         |                                   |
| 2008.                | ТВ Онион                         |               |                                                         |                                   |
| 2009.                | Нагон за убијањем                |               |                                                         |                                   |
| 2009.                | Чувар                            |               |                                                         |                                   |
| 2009.                | Против мрака                     |               |                                                         |                                   |
| 2009.                | Опасан човек                     |               |                                                         |                                   |
| 2010.                | Мачета                           |               |                                                         |                                   |
| 2010.                | Рођен да победи                  |               |                                                         |                                   |
| 2011.                | У јагњећој кожи                  |               |                                                         |                                   |
| 2012.                | Специјална операција             |               |                                                         |                                   |
| 2013.                | Казнени одреди                   |               |                                                         |                                   |
| 2014.                | Кобан ризик                      |               |                                                         |                                   |
| 2014.                | Добар човек                      |               |                                                         |                                   |
| 2015.                | Опрост                           |               |                                                         |                                   |
| 2015.                | Кодекс части                     |               |                                                         |                                   |
| 2015.                | Четири куле                      |               |                                                         |                                   |
| 2016.                | Крај од пушке                    |               |                                                         |                                   |
| 2016.                | Кинески продавац                 |               |                                                         |                                   |